# Bankrøvernes Overmand
Bankrøvernes Overmand (originaltitel The Printer's Devil) er en amerikansk stumfilm fra 1923 af William Beaudine.

## Medvirkende
- Wesley Barry som Brick Hubbard
- Harry Myers som Sidney Fletcher
- Kathryn McGuire som Vivian Gates
- Louis King som Lem Kirk
- George C. Pearce som Ira Gates
- Raymond Cannon som Alec Sperry